# Atsugewi
Die Atsugewi (in Achumawi) oder korrekter Atsugé (in Atsugewi) (“Volk, das im Kiefernwald lebt”), ein Indianer-Volk im Nordosten Kaliforniens in den Vereinigten Staaten von Amerika, und die sprachlich-kulturell eng verwandten Achumawi („Fluss-Volk, d. h. Pit River-Volk“) im Norden zählen zum nordamerikanischen Kulturareal von Kalifornien.
Die Atsugewi (evtl. drei autonome Bands, sog. „tribelets“) am Südufer des Pit Rivers entlang des Hat Creek, Horse Creek und Burney Creeks und die Achumawi (neun Bands, sog. „tribelets“) entlang des Fall River, beiderseits des Pit River bis hin zum Goose Lake an der Grenze zu Oregon werden bis heute kollektiv auf Grund ihrer Stammesgebiete entlang des gleichnamige Flusses einfach als Pit River Indians oder Pit River Tribe bezeichnet. Sollten nur die Atsugewi bezeichnet werden, wurde zumeist der Begriff Hat Creek Indians verwendet.
Kulturell wurden die Achumawi stärker von den nördlich lebenden Stämmen des Columbia Plateau beeinflusst als die Atsugewi, die ihrerseits mehrere Kulturtechniken der Stämme des Great Basin übernommen hatten.
Die Atsugewi zählten in den frühen 1800er Jahren ca. 1.000 Stammesangehörige.

## Namensherkunft
Der Flussname sowie der heute allgemein im Englischen gebräuchliche Sammelbegriff für die Atsugewi und Achumawi als “Pit River” wird gemeinhin von der Jagdtechnik der indigenen Bands (tribelets) beiderseits des Flusses abgeleitet. Die Europäer beobachteten, dass die Achumawi und Atsugewi auf Wildwechseln entlang des Flussufers Fallgruben oder trapping pits anlegten, um Rehe und andere Wildtiere zu fangen, die dort zum Trinken kamen. Diese Pits waren so zahlreich, dass daher der Fluss und die in seinem Einzugsgebiet lebenden Bands (tribelets) einfach als Pit River bezeichnet wurden.
Anthropologen und Linguisten benutz(t)en ebenfalls fälschlicherweise kollektiv den Sammelbegriff “Achumawi / Achomawi” für beide Stammesgruppen, dieser Begriff leitet sich von acúmmáááwi / ‘àdzùmà·wi’ (Name einer einzigen Achumawi-Band entlang des Fall Rivers und des Mittellaufs des Pit Rivers) her; in ihrer Sprache bedeutet acúmmá / ‘àdzùmà / achoma / aj'umma'  “Fluss” (im Allgemeinen gleichgesetzt mit dem Pit River) bzw. wàdzùm-à “fließendes Gewässer” und das Suffix wi bezeichnet „Leute / Bewohner“ oder „Leute / Bewohner von …“. So wird acúmmáááwi / ‘àdzùmà·wi’ bzw. Achomawi mit „Fluss-Volk, d. h. Pit River-Volk“ übersetzt.
In der Kultur/Sprache beider Stammesgruppen gab es kein kollektives Wort für alle Atsugewi und Achumawi-Bands oder eine politisch-militärische Idee einer gemeinsamen Nation (Identität), sie sprachen von sich selbst einfach als owte (in Atsugewi) bzw. wi / me (in Achumawi) („Mann, Person; Leute, Bewohner von...“) oder gé/gi (in Atsugewi) bzw. íssíícann (in Achumawi) („Volk“) und identifizierten sich als Gruppe anhand ihrer gemeinsamen Sprache – und schlossen hierbei die Achumawi aus (diese wurden als verwandte, jedoch separate Ethnie betrachtet, da beide Sprachen gegenseitig nicht verständlich waren), manchmal bekämpften sich die einzelnen Bands gegenseitig.
Heute bezeichnen die “Achumawi/Achomawi” und Atsugewi in ihrem eigenen aktuellen Sprachgebrauch den Fluss, ihre beiden Sprachen sowie sich selbst daher als Pit River, Pit River language/Talk und Pit River Tribe/Indians.
Die feindlichen Klamath (ál ámmín) und Modoc (lutw̓áámíʼ) im Norden nannten die „Pit River Indians“ P'laikni bzw. P'laitankni (“Hochland/Bergbewohner”) oder später ebenfalls nach dem Pit River (Klamath-Modoc-Name: Moatuashamkshini/Móatni Kóke – “Südlicher Fluss”) Móatuash maklaks („Südliches Volk“).

## Sozio-politische Organisation
Die Atsugewi waren in zwei (evtl. drei) Bands (tribelets) unterteilt. Die eine waren die Atsugé (in Achumawi Atsugewi genannt; „Volk, das im Kiefernwald lebt“), die das stark bewaldete westliche Stammesgebiet zwischen Mount Lassen und dem Pit River, mit dem Hauptsiedlungsgebiet entlang des Hat Creek bewohnten. Wegen dieses Wohngebiets wurden sie meist als „Hat Creek Indians“ oder „Pine Tree Tribe“ bezeichnet. Die andere Band namens Aporige / Apwaruge (in Achumawi Apwarugewi bzw. ammítciname genannt; „Volk im Apwariwa-Tal, d. h. Dixie Valley“) bewohnte das weniger bewaldete, aber durch reichhaltige Marsch- und Sumpfgebiete gekennzeichnete östliche Stammesgebiet entlang des Horse Creeks und war daher auch als Mahuopani („Wacholderhain/strauch-Volk“) bekannt. Sie wurden daher meist als „Horse Creek Indians“ oder „Dixie Valley Tribe“ bezeichnet. Eine evtl. dritte Band namens Wamari'i/Wamari'l (in Achumawi wanúmcíw̓awí; „Volk im Burney Creek-Tal“) wird zumeist den „Atsugé“ zugerechnet, sprach jedoch eine eigene Dialektvariante, so dass diese auch oft als eigenständige Band betrachtet wird.
Zudem waren die Atsugewi in drei soziale Klassen unterteilt, die auf Reichtum und Fleiß beruhten (wobei man allgemein annahm, dass die Reichen auch die Fleißigen seien):
- Saswahecar (die Handel treibenden, und daher fleißigen „Reichen“)
- Wikoi (die Gemeinen, die Normalen, „das einfache Volk“, das Gefolge eines Saswahecar, eines Reichen)
- Brumui (die als faul verachteten „Armen“, denn wären sie fleißig, wären sie ja reich)

Die sozialen Klassen waren zwar prinzipiell nach oben wie nach unten durchlässig, doch wurden meist Heiraten innerhalb der sozialen Klassen geschlossen, so dass sich der Status (und der damit verbundene materielle Wohlstand) innerhalb der verschiedenen Klassen angehörenden Familien weiter vererbte.

## Lebensweise
Während des Sommers lebten die Atsugewi in mehreren halbnomadischen Gruppen, die von der Jagd, vom Fischfang sowie vom Sammeln von Wildpflanzen lebten. Im Winter errichteten sie entlang der Flüsse größere permanente Siedlungen, bestehend aus drei bis zweiundzwanzig mit Rinde gedeckten Hütten sowie Erdhütten. Manch größere Siedlung mag bis zu hundert Einwohner gezählt haben. Jede Ansiedlung war autonom und hatte einen oder mehrere Bawi (Häuptlinge), Männer die auf Grund ihres großen Wohlstands, ihrer Erfahrung im Jagen und Fischen, ihrer Persönlichkeit und ihres Prestiges, die Führung übertragen bekommen hatten. Die Bawi waren für die Organisation von Jagd- und Fischzügen verantwortlich, und sie teilten den Bewohnern der Siedlungen mit, wann und wo sie verschiedene Wurzeln und Pflanzen zu sammeln hatten.
Die Grundlage für den Reichtum der Bawi war der Besitz von Ländereien sowie weiterer Besitz (Boote, Netze, Fallen, Metates), die sie manchmal verliehen um hierfür wiederum Geschenke (erlegtes Wild und handwerkliche Produkte) zu erhalten. Der Reichtum eines Mannes bemaß sich in der Anzahl der Handelsgüter, Perlen sowie Fellen.

### Ernährung
Die Atsugewi nutzten saisonal über hundert verschiedene Pflanzen und Tiere, die in ihrem Territorium beheimatet waren.
Hierbei waren die Frauen verantwortlich für das Sammeln und Kochen von Gemüse und Wurzeln, das Flechten von Körben und Matten. Männer gingen auf die Jagd, fischten und kochten das Fleisch. Zudem stellten sie aus Fellen Kleidungsstücke her.
Die bedeutendsten Lebensmittel waren Lachs und Eicheln, trotzdem wurde Wildbret als Nahrungsquelle mit Prestige angesehen und wurde mit Reichtum verbunden. Hirsche und Antilopen wurden in den Bergen während des Sommers gejagt, wobei Hirsche von Männern wie Frauen gejagt wurden, zumeist in dörflichen Jagdgesellschaften. Hirsche wurden meist aus dem Hinterhalt erlegt oder mittels Fallstricken oder Fallen, die entlang der Wasserlöcher ausgelegt wurden. Bei dieser Jagd trugen die Jäger meist Hirschköpfe, um sich verstecken zu können. Wildbret wurde frisch oder geräuchert gegessen sowie für den Winter getrocknet und gelagert. Erlegte Hirsche und Antilopen wurden unter allen Mitgliedern der Siedlungen verteilt. Zudem jagten die Atsugewi Kleinwild, Vögel und Wasservögel. Fisch stellte einen wichtigen Bestandteil der Ernährung dar. Man jagte mittels Korbfallen, Netzen und Speeren verschiedene Arten wie Lachs und Hecht. Nachts wurden Fische mit Speerwürfen aus Booten erlegt. Genauso wie Wild wurde Fisch entweder frisch oder geräuchert gegessen sowie als Trockenfisch für den Winter eingelagert.
Folgende Tiere verzehrten die Atsugewi entweder aus religiösen Gründen nicht, denn sie galten als Taboo, oder da sie als nicht genießbar angesehen wurden: Adler, Krähen, Frösche, Kojoten, Nerze, Graufüchse und Schwalben (engl. Martin).
Wichtige vegetarische Lebensmittel waren Eicheln, fünf Arten von Sonnenblumenkernen, Essbare Prärielilien-Wurzeln sowie andere Wurzeln und Beeren. Wurzeln und Nüsse wurden zu Mehl verarbeitet, um daraus dann Kekse oder Brei herzustellen und für den Winter einzulagern.

### Handelsbeziehungen
Mit benachbarten Stämmen handelten die Atsugewi zur Erlangung fehlender Güter oder zum Verkauf, um damit Reichtum zu erlangen, der auf Besitz von handelbaren Gütern beruhte, die Prestige gaben. Daher waren erfolgreiche Händler meist auch Saswahecar oder Bawi.
| Handelspartner   | verkaufte Güter                                             | gekaufte Güter |
| ---------------- | ----------------------------------------------------------- | --- |
| Achumawi         | Pelze, Felle, Fleisch, Gräser, verschiedene Wurzeln, Gemüse | geflochtene Hüte, Tule-Körbe, Lachs, Lachsmehl, Kanichenfell-Decken, Eicheln, Dentalia-Muscheln (Gehäuse von Kahnfüßern) |
| Nördliche Paiute | Pfeil und Bogen, Körbe, Muscheln und Perlen                 | verarbeitete Felle, roten Ocker, Perlen, (und später) Pferde, Waffen und Glas-Perlen                                     |
| Maidu            | Pelze, Pfeil und Bogen, Körbe und (später) Pferde           | Perlen, Spiral-Körbe |
| Yana             | Felle, Pfeile, Wildkatzen, Köcher                           | Salz, Dentalia-Muscheln                                                                                                  |
| Klamath          |                                                             | Körbe |
| Wintun           |                                                             | Perlen, Dentalia-Muscheln                                                                                                |

## Bands der Pit River-Stämme (Achumawi und Atsugewi)
Wie bereits erwähnt, werden zu den allgemein als Pit River-Stämme bezeichneten Stammesgruppen der Atsugewi und Achumawi insgesamt 11 (manchmal 12) autonome Bands (“tribelets”) gezählt, die jedoch nie eine Einheit bildeten, unterschiedliche nicht gegenseitig verständliche Sprachen sprechen und sich zwar als verwandte Völker – jedoch nicht als ein Volk – betrachteten:
Die Achumawi lebten beiderseits des Pit Rivers und dessen nördlichen Nebenflüssen und umfassten neun Bands (tribelets), die meist aus mehreren kleineren Dörfern und Camps bestanden, die sich wiederum um eine Hauptsiedlung konzentrierten; die Bands wurden meist nach der Hauptsiedlung oder des Flussgebiets benannt. Meist hatten die einzelnen Achumawi-tribelets ebenfalls auch einen „Atsuge“-Namen. Zudem gruppierten sich die Achumawi regional in zwei Dialektgruppen.

## Atsugewi (Atsugé) Bands
Die entlang des Südufers des Pit Rivers lebenden Atsugewi umfassten mindestens zwei (eventuell sogar drei) Bands (tribelets) und wurden (werden) oft wegen der sprachlich-kulturellen Ähnlichkeit manchmal sogar als Achumawi bezeichnet. Zudem sind die einzelnen Bands (tribelets) zumeist historisch unter ihrer Achumawi-Bezeichnung und nicht unter der Atsugewi-Bezeichnung bekannt:
- Atsugé (in Atsugewi) oder Atsugewi (in Achumawi) („Volk, das im Kiefernwald lebt“), oftmals auch unter der Achumawi-Bezeichnungen als haatííw̓iwí („Volk vom haatiiw̓iw, d. h. des Hat Creeks“) bzw. atuwanúúci („Volk von Atsuge (Hat Creek)“) bekannt: ihre Jagd- und Fischgründe sowie ihre fünf Siedlungen befanden sich größtenteils in Kiefernwäldern entlang des Hat Creeks zwischen Mount Lassen und dem Pit River sowie entlang des Burney Creeks (die dort siedelnden Familien werden manchmal als separate Wamari'i / Wamari'l Band betrachtet); im Englischen meist als „Hat Creek Indians“ oder „Pine Tree Tribe“
- Wamari'i/Wamari'l (in Atsugewi) oder wanúmcíw̓awí (in Achumawi) (beides: „Volk im Burney Creek-Tal“): ihre Siedlungen befanden sich entlang des Burney Creeks bis zu dessen Mündung in den Pit River (werden meist zu den Atsugewi gezählt); im Englischen meist ebenfalls als „Hat Creek Indians“ oder „Pine Tree Tribe“ bezeichnet
- Aporige / Apwaruge (in Atsugewi) („Volk im Apwariwa-Tal, d. h. Dixie Valley“) oder Mahuopani („Wacholder-Volk“), oftmals jedoch als Apwarugewi bzw. ammítciname (in Achumawi) („Volk im Dixie Valley“) bekannt: ihre Jagd- und Fischgründe sowie ihre 12 Siedlungen lagen östlich der Gebiete der „Atsugé“ und „Wamari'i/Wamari'l“ in einer trockeneren, mit Wacholder bewachsenen Landschaft entlang des Beaver Creek, Pine Creek, Willow Creek und an den Ufern des Eagle Lake und Horse Lake, ihr Hauptsiedlungsgebiet befand sich jedoch entlang des Horse Creeks im Little Valley und Dixie Valley; im Englischen meist als „Horse Creek Indians“ oder „Dixie Valley Tribe“ bezeichnet

## Sprache
Beide Stammesgruppen (Achumawi und Atsugewi) sprachen zwei verwandte, jedoch gegenseitig nicht verständliche Sprachen, die sich nochmals in mehrere Dialekte unterteilten und lt. Powell als Palaihnihan-Sprachen (auch: Palaihnih oder Laikni) eine eigene Untergruppe der Hoka-Sprachen bilden; zur Kommunikation waren die Atsugewi gezwungen, Achumawi zu erlernen, und waren daher meist zweisprachig. Jegliche Verständigung zwischen den beiden Stammesgruppen sowie gegenüber Außenstehenden erfolgte mittels des Achumawi. Heute gibt es kaum noch Sprecher des Atsugewi, aber es werden Versuche unternommen, diese Sprache wieder zum Leben zu erwecken.
Später wies Roland Burrage Dixon nach, dass beide der Familie der Shasta-Sprachen zuzuordnen sind und die Unterfamilie “Shasta-Achomawi” bzw. “Shasta–Palaihnihan” bilden. Manchmal wird auch eine sog. “Kahi”-Unterfamilie vorgeschlagen (auch als “Nördliches Hokan” oder “Karok-Shasta-Sprache” bezeichnet) bestehend aus: “Shasta–Palaihnihan” (Shasta, Achumawi, Atsugewi), Chimariko und Karuk.
Die Achumawi bezeichneten ihre Sprache als ís si-wa wáó dis-i / ís siwa wó disi („auf unsere Art reden“) oder kurz wáó dis-i (abgeleitet von is – “Volk” und sééwan – “Sprache”). Es ist nicht überliefert, wie die Atsugewi ihre Sprache bezeichneten.

### Interne Klassifikation
Shasta–Palaihnihan
- Shasta-Sprachen
- Achumawi oder ís si-wa wáó dis-i (auch: ís siwa wó disi, wáó dis-i, Achomawi, Pit River Indian language) (ein Dialektkontinuum aus neun Dialekten und unterteilt durch die Big Valley Mountains östlich des Fall River Valleys in zwei geographische Dialektgruppen; seit 2013 †)

Upriver Achumawi (Östliches Achumawi)
- Atwamwi
- Astariwawi
- Kosalektawi
- Hammawi
- Hewisedawi

Downriver Achumawi (Westliches Achumawi)
- Madesiwi
- Itsatawi
- Ilmawi
- Achumawi

- Atsugewi (seit 1988 †)

- Atsugé – meist jedoch: Atsugewi (auch: Hat Creek-Dialekt)
- Wamari'i (auch: Wamari'l, Burney Creek-Dialekt)
- Aporige – meist jedoch: Apwarugewi (auch: Apwaruge, Dixie Valley-Dialekt)

## Heutige Stämme der Atsugewi (Atsugé)
Die meisten der fast 2.000 Stammesmitglieder zählenden Atsugewi und Achumawi (wobei hierunter nur ca. 200 bis 300 Nachfahren der Atsugewi sind) bilden den offiziell als Pit River Tribe auf Bundesebene anerkannten Stamm (federally recognized tribe), dem mehrere Indianerreservate (in Kalifornien werden Stämme und dazugehörige Reservationen historisch meist “Rancheria” genannt) gehören. Die übrigen Atsugewi und Achumawi sind jeweils als Minderheit Teil anderer Stämme, die sich zumeist aus mehreren Ethnien zusammensetzen.
Zudem besitzt der “Pit River Tribe” sowie die anderen Stämme mehrere Off-reservation trust lands (Grundstücke außerhalb der Reservate, deren Besitzer die Indianerstämme bzw. individuelle Stammesangehörige sind, jedoch seitens des Bureau of Indian Affairs (BIA) als formellen Eigentümer und Treuhänder (Trust) verwaltet werden) im Lake County, Lassen County, Mendocino County sowie ebenfalls in den Modoc und Shasta Counties.
Wie aus der Liste der Rancherias (Reservationen) ersichtlich ist, leben die meisten Stammesangehörigen außerhalb der Reservate – dies hat wirtschaftliche und soziale Gründe. Meist sind die ihnen zugewiesenen Landparzellen zu klein, für Landwirtschaft oder Viehzucht nicht geeignet (teilweise an Nichtindianer aus Not verpachtet) sowie die Lage der Reservate meist so abgelegen, dass nicht alle Stammesangehörigen Arbeit in der Rancheria finden können.

### Pit River Tribe
Der „Pit River Tribe“ zählt aktuell ca. 1.800 Stammesangehörige und besteht aus Nachfahren aller neun Achumawi-Bands, der zwei (evtl. drei) Atsugewi-Bands sowie einiger Nördlicher Paiute. Der Stamm betreibt das Pit River Casino in Burney, dort befindet sich auch das Büro der Stammesregierung (im traditionellen Territorium der Atsuge Band der Atsugewi). Ein staatliches Wohnungsbauprojekt für verschiedene soziale Projekte, ermöglicht die Schaffung von Wohnraum für sozial schwache und ältere Stammesmitglieder.
- Big Bend Rancheria (40 Acres (161.874 m²), nördlich der Gemeinde Big Bend und ca. 80 km nordöstlich von Redding im Shasta County; Madesi/Mah-day-see/Madessawi Band der Achumawi, Population im Reservat: 10)
- Likely Rancheria (1,32 Acres (5.341 m²), 3,2 km südöstlich der Gemeinde Likely (früher: South Fork) im Modoc County; Hammawi/Hamawe Band der Achumawi, wird nur als Friedhof für Stammesangehörige genutzt)
- Lookout Rancheria (40 Acres (161.874 m²), 6 km östlich der Gemeinde Lookout (früher: Whitley's Ford) im südwestlichen Modoc County, Population im Reservat: 10)
- Montgomery Creek Rancheria (109 Acres (441.107 m²), liegt innerhalb der Gemeinde Montgomery Creek, ca. 56 km nordöstlich von Redding im Shasta County, Population im Reservat: 15)
- Roaring Creek Rancheria (80 Acres (323.748 m²), ca. 8 km nordwestlich der Gemeinde Montgomery Creek und 70 km nordöstlich von Redding im Shasta County, Population im Reservat: 14)
- XL Ranch (auch: XL Rancheria, XL Ranch Indian Reservation oder X-L Ranch Reservation, 9.254 Acres (37 km²), nördlich der Stadt Burney im Modoc County; „Hewisedawi Band“, Atsugewi-Bands und „Nördliche Paiute“, Population im Reservat: 40)

### Alturas Indian Rancheria
Die “Alturas (Indian) Rancheria” umfasst 20 Acres (80937 m²) nahe Alturas, dem Verwaltungssitz im Modoc County. Heute gibt es schätzungsweise ca. 15 Stammesmitglieder – Nachfahren der Kosealekte/Kosalektawi/Qosalektawi Band der Achumawi – und der Stamm betreibt das Desert Rose Casino und das Rose Cafe in Alturas.

### Susanville Indian Rancheria
Die “Susanville Indian Rancheria” umfasst 1.337 Acres (5.410 m²) mit Verwaltungssitz in Susanville im Lassen County. Der Stamm mit aktuell (Stand: 09/2019) 1.272 Stammesangehörigen besteht aus Nachfahren der Washoe, Achumawi, Mountain Maidu, Nördliche Paiute und Atsugewi. Bis zum Jahr 2000 umfasste das Reservatsland 150 Acres (0,61 km²) und wurde seitdem durch mehrere Zukäufe enorm erweitert. Der Stamm erweiterte die „Lower Rancheria“, kaufte den Friedhof “Susanville Cemetery”, danach die “Upper Rancheria”. Weiteres Land wurde in Herlong, in Ravendale sowie im Cradle Valley erworben. Der Stamm betreibt in Susanville das Diamond Mountain Casino, das 24 Hour Cafe, den Lava Rock Grill, das Diamond Mountain Casino Hotel sowie den Diamond Mountain Smoke Shop und ist laut offiziellen Angaben der Stadt Susanville der viertgrößte lokale Arbeitgeber.

### Redding Rancheria
Die “Redding Rancheria” befindet sich im nördlichen Sacramento Valley mit Verwaltungssitz Redding im Shasta County und besteht aus Nachfahren der Nördlichen Wintu, Pit River (Achumawi und Atsugewi) sowie Yana, der Stamm betreibt das Win-River Resort & Casino entlang der California State Route 273.

### Round Valley Indian Tribes of the Round Valley Reservation
Die “Round Valley Indian Reservation” umfasst ca. 93,94 km² (mehr als zwei Drittel dieser Fläche sind Off-reservation trust lands, darunter etwa 1,64 km² im Verwaltungssitz, der Gemeinde Covelo) und liegt hauptsächlich im Norden des Mendocino Countys, ein kleiner Teil des Reservats erstreckt sich nach Norden bis in das südliche Trinity County. Der Stamm zählte (laut dem Zensus im Jahr 2000) 300 Personen, von denen 99 in Covelo lebten. Der Stamm besteht aus Nachfahren der im Round Valley einst ansässigen Yuki sowie den zwangsweise angesiedelten Koncow Maidu, mehreren Bands der Pomo, Nomlaki Wintun, Cahto, Wailaki (Teil der sog. “Eel River Athabasken”) und der Pit River (Achumawi und Atsugewi). Der Stamm betreibt mit dem Hidden Oaks Casino ebenfalls ein Kasino.

### The Klamath Tribes
„The Klamath Tribes“ (früher: Klamath Indian Tribe of Oregon, bestehend aus drei Stämmen, den Klamath, Modoc und der Yahooskin (Yahuskin) Band of Northern Paiute Indians, zudem hatten sich zuvor einige der Hunipuitöka Band („Hunipui-Wurzel-Esser“, meist Walpapi genannt) der Nördlichen Paiute im Klamath-Reservat niedergelassen und sich der Yahooskin (Yahuskin) Band angeschlossen, auch Nachfahren der einst 1864 in einem letzten Sklavenzug geraubten „Pit River Indians“ unter ihrem Headman Pit River Charley siedeln im Reservat, Verwaltungssitz: Chiloquin (Mbosaksawaas) („Feuersteinort“), Stammesangehörige: 5.400)